# Ambasciatori del Württemberg in Baviera
L'ambasciatore del Württemberg in Baviera era il primo rappresentante diplomatico del Württemberg in Baviera.
Le relazioni diplomatiche iniziarono ufficialmente nel 1742 e terminarono nel 1933.

## Regno del Württemberg
...
- 1815–1816: Friedrich August Gremp von Freudenstein
- 1816–1817: Peter von Gallatin
- 1817–1821: Friedrich August Gremp von Freudenstein
- 1821–1844: Philipp Moritz von Schmitz-Grollenburg
- 1844–1868: Ferdinand Christoph von Degenfeld-Schonburg
- 1868–1906: Oskar von Soden
- 1906–1909: Rudolf Moser von Filseck
- 1909–1918: Carl Moser von Filseck

## Libero stato del Württemberg
- 1918-1933: Carl Moser von Filseck

1933: Chiusura dell'ambasciata